# ヤマハ・SRV250
SRV250（エスアールブイにひゃくごじゅう）はヤマハ発動機が発売していたオートバイのシリーズである。本記事では、派生車種のルネッサについても解説する。

## 概要
SRV250に搭載された248ccの空冷4ストV型2気筒エンジンは、ビラーゴの空冷V型2気筒を流用していたが、ツインキャブなどの採用により、23PS/8000rpmから27PS/8500rpmへと若干のパワーアップを果たしたものが利用されている。エンジンのマウントはヤマハVツイン初の“オーソゴナルエンジンマウント方式”が採用されている。
マフラーは完全新設計の多段膨張反転式マフラーが採用されている。このマフラーの開発に際しては、ヤマハの楽器技術者も参画して進められたと言われている。車両デザインはGKデザイン。
タンクにセットされるヤマハのエンブレムはゴールドカラーのもの。これはヤマハのフラッグシップモデルのみに付与されているものである。

### 来歴
- 1992年4月　発売　型式:4DN1
  - メーカー希望小売価格：449,000円
  - 　車両カラー：ダークシアンメタリック2、ダークパープリッシュブルーメタリック2、エンプレスマルーン
- 1993年　マイナーチェンジ 型式:4DN2
  - 車両カラー：ダークシアンメタリック２が廃盤となり、ベリーダークブルーメタリック３が追加
  - シート高が10mmアップされるなど、細部の改修が行われている[2]

## SRV250S
タンクのカラーリングを変更してメーターバイザーなどを装着したSRV250Sが発売。SRV250よりも25ミリ低いハンドルバー設定とした。リアサスにはサブタンク付きのショックが、メーターの上にはミニバイザーが装備された。

### 来歴
- 1993年　発売 型式:4DN3
  - 車両カラー：ブルーイッシュブラック、エンプレスマルーン

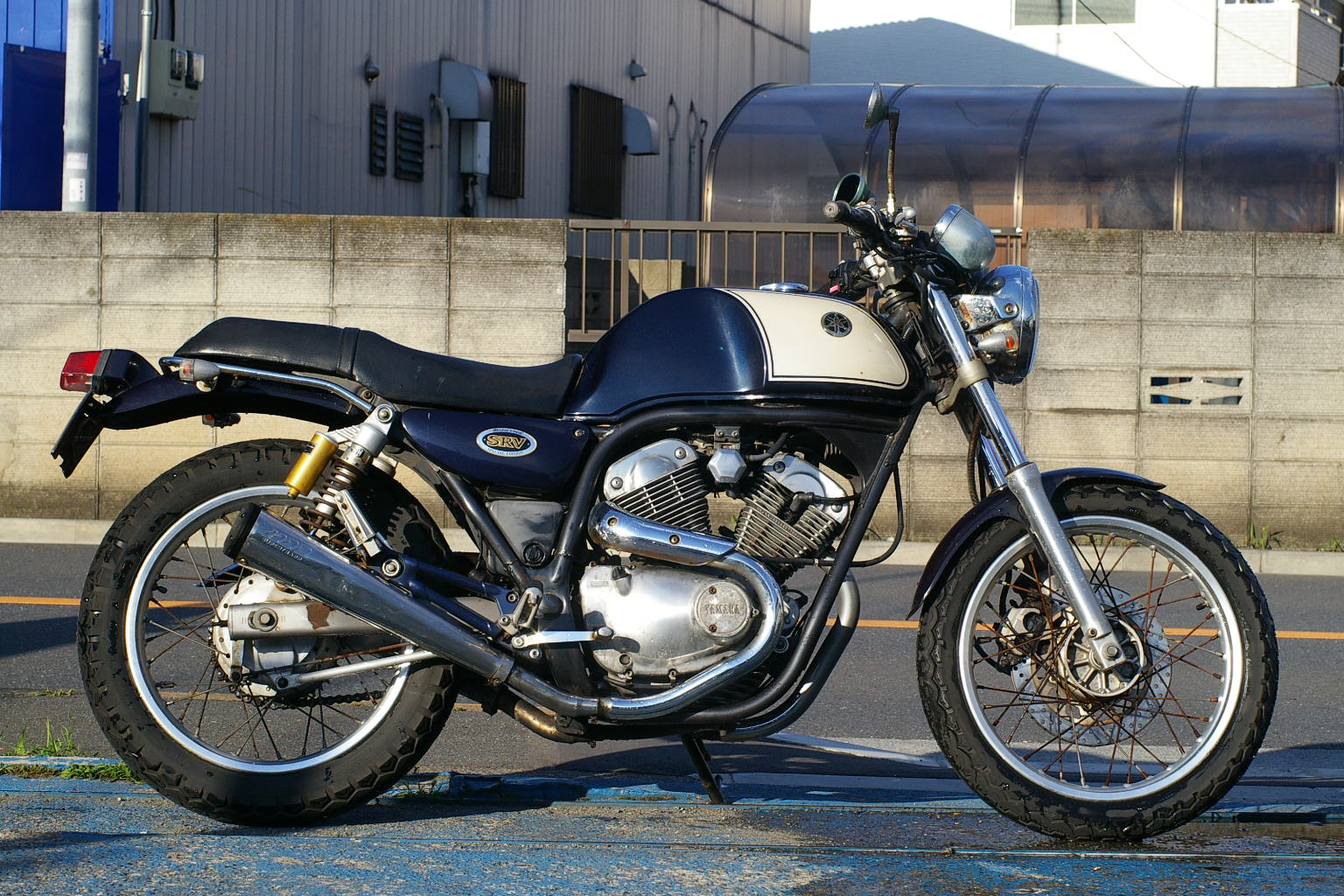
SRV250S

## SRV250T
郵政仕様の車両として、センタースタンドや大型のリアキャリアを装備したSRV250Tというビジネスユースを目的としたモデルが発売された。

## エピソード
- クラシカルな外観の車両ではあるが、走行性能は高く、ワンメイクレースなども開催されていた。
- 1992年の車両発売時には、大々的なプロモーションが実施された。プロモーションビデオが作成され、店頭でも放映が行われていた[3][4]。
- 車両の企画段階では、”持って楽しい”、”乗って楽しい”、”磨いて楽しい”バイクを目指した。そのため、エンジン周りはパフがけされるなど、全体的に高級感の漂う車両として作り上げられている[5]。

## ルネッサ
1996年にはSRVをカフェレーサー風に仕上げたルネッサという派生車種も発売されたが、どちらも長期の販売を目指して製造された車種であったにもかかわらず、販売台数の伸び悩みと各種規制の強化により生産終了となった。

### SRVからの変更点
- ホイールがアルミからスチールに変更。
- キャスター角*1が24.25°から27.25°へ変更。
- ハンドルにはフラットハンドルが採用されたが、ブリッジが髙目の仕様となっている。
- フロントブレーキのマスターシリンダ径が14mmから1/2インチ（12.7mm）に変更。
- タコメーターが存在しない。
- 燃料コックに off 機能がオミットされている。
- リアアクスルシャフトのナットがセルフロッキングナットに変更。
- SRVはメッキが多用されていたが、ルネッサの初期型ではエンジンやマフラーが黒色で統一されていた。1997年のモデルでは、シルバー塗装に変更されている。

### オーダーカラーシステム
1996年の発売時には、カラーオーダーシステムが採用されており、新車時に注文し3週間で指定色に仕上がるサービスが行われていた（株式会社ワイ・イー・シー、現在のヤマハモーターエンジニアリング株式会社での扱い）。